# Alexandra Wassiljewna Nowossjolowa

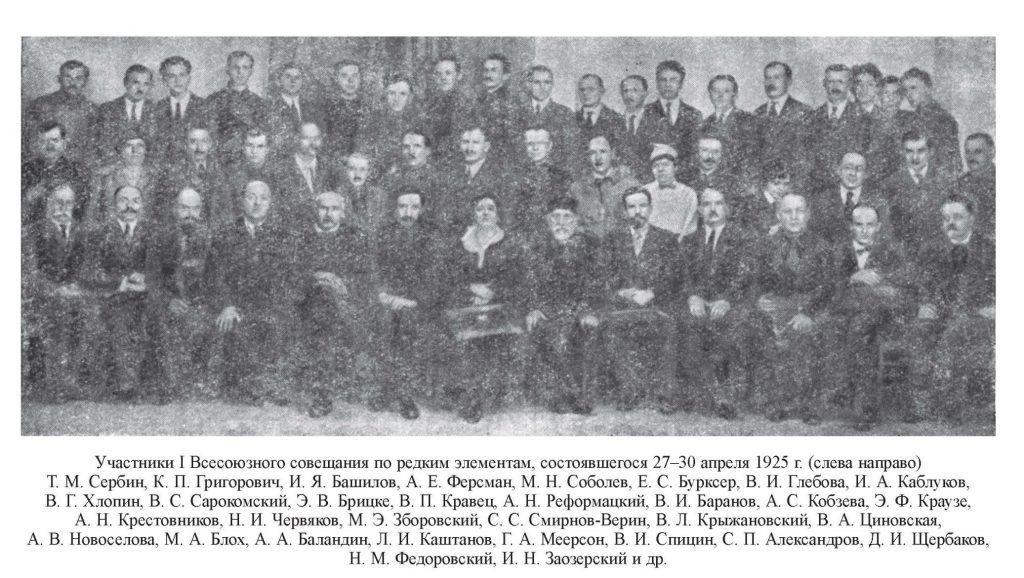
A.W. Nowossjolowa auf dem 1. All-Unions-Treffen über seltene Elemente, 1925

Alexandra Wassiljewna Nowossjolowa (russisch Александра Васильевна Новосёлова; * 11. Märzjul. / 24. März 1900greg. im Dorf Weresino, Ujesd Kaschin; † 27. September 1986 in Moskau) war eine sowjetische Chemikerin und Hochschullehrerin.

## Leben
Nowossjolowa besuchte das Mädchengymnasium in Rybinsk und arbeitete darauf als Erzieherin in einem Kinderheim. 1919 ging sie nach Moskau und begann neben der Arbeit in einem Kinderheim das Studium an der Universität Moskau (MGU) in der Medizinischen Fakultät. 1920 wechselte sie in die Naturwissenschaft-Abteilung der Physikalisch-Mathematischen Fakultät der MGU und arbeitete im Chemischen Laboratorium.
Nach dem Abschluss des Studiums 1925 wurde Nowossjolowa von Iwan Kablukow in die Aspirantur am Lehrstuhl für Allgemeine und Physikalische Chemie aufgenommen, nach deren Abschluss sie dort forschte und lehrte.
Zu Beginn der 1930er Jahre wurde die Industrie für seltene Metalle aufgebaut. Nowossjolowa entwickelte Präparationsmethoden und untersuchte die Phasendiagramme, die physikalisch-chemischen Eigenschaften und den Aufbau verschiedener Verbindungen seltener Elemente. Ihr Forschungsschwerpunkt waren die Beryllium-Verbindungen.
Im Deutsch-Sowjetischen Krieg wurde Nowossjolowa mit ihren Töchtern in das Dorf Krym in der Tatarischen Autonomen Sozialistischen Sowjetrepublik evakuiert und arbeitete als Lehrerin in der dortigen Schule. Dann kam sie nach Tomsk, wo ihr Mann Michail Iwanowitsch Uschakow Professor am Institut für Experimentelle Medizin war.
Als im Herbst 1943 ihr Mann starb, kehrte Nowossjolowa nach Moskau zurück und arbeitete am Lehrstuhl für Anorganische Chemie der Chemischen Fakultät der MGU. Sie verteidigte 1944 ihre Doktor-Dissertation mit Erfolg für die Promotion zur Doktorin der chemischen Wissenschaften. 1946 folgte die Ernennung zur Professorin. 1949 wurde sie Dekanin der Chemischen Fakultät der MGU als Nachfolgerin Alexei Balandins (bis 1955, Nachfolgerin Klawdija Toptschijewa). Beim 1949 begonnenen Bau eines neuen Gebäudekomplexes der MGU beteiligte sich Nowossjolowa direkt an der Planung und Ausstattung des neuen Fakultätsgebäudes. Sie wurde 1953 zum Korrespondierenden Mitglied der Akademie der Wissenschaften der UdSSR (AN-SSSR) gewählt.
Ab 1953 leitete Nowossjolowa ein eigenes Laboratorium für Salz-Gleichgewichte. Sie löste das Problem der Synthese hochschmelzender Beryllium-Verbindungen mit Gastransport-Reaktionen. Erstmals in der UdSSR züchtete sie mit B. P. Sobolew Beryllium-, Zink-, Aluminium-, Mangan-Silikat-Einkristalle. Sie schuf die Grundlagen für die physikalisch-chemischen Untersuchungen der Halbleiter. Dank ihrer Bemühungen wurde 1958 an der MGU eines der ersten Laboratorien für Probleme der Halbleiter-Chemie gegründet. Sie betreute mehr als 200 Diplomarbeiten und 70 Kandidat-Dissertationen. Doktoren der chemischen Wissenschaften wurden 10 ihrer Studenten. Sie wurde 1970 zum Vollmitglied der AN-SSSR gewählt. Ihre Arbeit führte ihre Schülerin und Mitarbeiterin Natalija Turowa fort.
Nowossjolowa starb am 27. September 1986 in Moskau und wurde auf dem Wagankowoer Friedhof begraben.

## Ehrungen, Preise
- Stalinpreis II. Klasse (1947) für Beryllium-Chemie-Untersuchungen[3]
- Leninorden (1951, 1970, 1980)[3]
- Lomonossow-Preis der MGU (1970)
- Orden der Oktoberrevolution (1975)
- Held der sozialistischen Arbeit (1980)[6]
- Staatspreis der UdSSR (1981) für Halbleiter-Chemie-Untersuchungen[3]